# Davorin Kajić
Davorin Kajić (Hrvatska Kostajnica, 13. kolovoza 1937. - Zagreb, 08. lipnja 2020.), hrvatski visoki časnik u HRM, državni dužnosnik u RH i inženjer brodogradnje. Nosi čin viceadmirala HRM. Sin je general-pukovnika JNA Nikole Kajića.

## Životopis[3]
Rodio se je u Hrvatskoj Kostajnici. U Bakru je 1955. završio pomorsku školu. U Divuljama je završio 1958. Vojno-pomorsku akademiju JRM. Na zagrebačkom Fakultetu strojarstva i brodogradnje diplomirao je 1966. godine. Iste se je godine zaposlio na Brodarskom institutu u Zagrebu kao samostalni projektant u odjelu za projektiranje podmornica, gdje je sudjelovao u razvoju diverzantskih ronilica i podmornica za potrebe JNA. U Brodarskom je institutu bio istraživač na području podvodne tehnologije. Predavao na FSB-u.
Od 1983. do 1991. obnašao je dužnosti načelnika sektora te pomoćnika direktora za brodogradnju. Od 1991. godine u ministarstvu pomorstva RH, a od 1992. do 1993. pomoćnik je ministra za brodogradnju. God. 1993. postao pomoćnikom zapovjednika za političku djelatnost i sigurnost u zapovjedništvu HRM i dobio čin kontraadmirala. U čin viceadmirala promaknut 1995. te od 1996. do umirovljenja 2002. bio pomoćnik načelnika Glavnoga stožera Oružanih snaga RH za ratnu mornaricu. Surađivao člancima o brodogradnji i pomorstvu u izdanjima Brodogradnja (1993.), XII. simpozij Teorija i praksa brodogradnje (Zagreb 1996), International Symposium Electronics in Marine (Zadar 2001.) te u Tehničkoj, Pomorskoj encilopediji i Pomorski leksikon LZ.